# Hansjoachim Walther

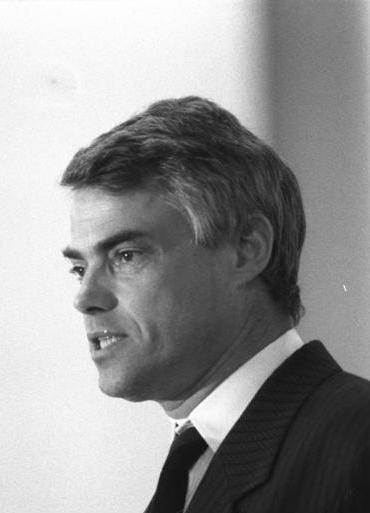
Hansjoachim Walther, 1990

Hansjoachim Walther (* 16. Dezember 1939 in Bütow, Hinterpommern; † 17. Januar 2005 in Stützerbach, Thüringen) war ein Mathematiker und deutscher Politiker (DSU, später CDU). Von 1990 bis 1991 war er Bundesminister für besondere Aufgaben.

## Ausbildung und Beruf
Der aus einer 1945 von Pommern nach Zeitz geflüchteten Familie stammende Walther begann 1959 nach dem Abitur eine Lehre als Spitzendreher und absolvierte ein Studium der Mathematik an der Technischen Universität Dresden, welches er 1964 als Diplom-Mathematiker abschloss. Im selben Jahr kam er an die Technische Hochschule Ilmenau und wurde Assistent. 1966 erfolgte hier seine Promotion zum Dr. rer. nat. mit der Arbeit Über das Problem der Existenz von Hamiltonkreisen in planaren, regulären Graphen von Grad 3, 4 und 5 und 1969 schließlich seine Habilitation mit der Arbeit Extremalkreise und längste Wege in endlichen Graphen, ebenfalls in der Graphentheorie. Seit 1970 war er als Dozent tätig und wurde 1986 zum außerordentlichen Professor (ohne Lehrstuhl) ernannt. Nach der Wende übernahm er den Lehrstuhl für Diskrete Mathematik und Algebra in Ilmenau.

## Tod
Er starb bei einem Fußballspiel der Alten Herren in Stützerbach an einem Herzinfarkt.

## Partei
1989 zählte Walther zu den Mitbegründern der Forumpartei in Thüringen, schloss sich dann aber im Januar 1990 als Mitbegründer der Deutschen Sozialen Union an, als deren stellvertretender Vorsitzender er auch sogleich amtierte. Von Juni 1990 bis Juni 1991 war er Vorsitzender der DSU. 1993 trat er in die CDU ein.

## Abgeordneter
Nach der ersten freien Volkskammerwahl 1990 war Walther von März bis Oktober 1990 Mitglied der Volkskammer der DDR. Hier war er Vorsitzender der DSU-Fraktion. Vom 3. Oktober 1990 bis zum 20. Dezember 1990 war er Mitglied des Deutschen Bundestages.
Er wurde in den Kreistag des Ilm-Kreises gewählt und saß im Ausschuss für Schule, Kultur und Sport  und war bis 2004 als Fraktionsvorsitzender tätig.

## Öffentliche Ämter
Am 3. Oktober 1990 wurde Walther als Bundesminister für besondere Aufgaben in die von Bundeskanzler Helmut Kohl geführte Bundesregierung berufen. Nach der für die DSU erfolglosen Bundestagswahl am 2. Dezember 1990 (im Wahlgebiet Ost nur 1,0 %) schied er am 18. Januar 1991 aus der Bundesregierung aus.

## Ehrungen
Die slowakische Universität Košice verlieh Walther im Jahre 2000 die Ehrendoktorwürde.